# 哲夫
哲夫（てつお、本名：中西 哲夫〈なかにし てつお〉、1974年〈昭和49年〉12月25日 - ）は、日本のお笑いタレント。お笑いコンビ「笑い飯」のボケ・ツッコミ担当、立ち位置は右。相方は西田幸治。NSC大阪校18期と同期扱い。吉本興業所属。相愛大学人文学部客員教授。奈良県桜井市出身。

## 略歴
実家である三輪素麺の店、「中西商店」で育ち、桜井市立大三輪中学校、奈良県立奈良高等学校を卒業。一浪後、関西学院大学文学部哲学科を卒業。
大学在学中に自動車販売のディーラーに内定が決まっていたが、芸人になるという夢をあきらめきれず、お笑い芸人を志す。1996年にNSC大阪校18期を受験するが、面接の日にちを変え、その理由を聞かれた際に「旅行に行った」と答え、「旅行と将来の仕事どちらが大事なのか」との質問に「旅行」と答えたことで落とされる（そのため、芸歴はNSC大阪校18期と同期扱いになる）。
その頃、「スキップ」というコンビを組んでいたが、相方を3度替えて活動していた。3代目のスキップも解散し、同じく別のコンビを解散して間もなかった西田幸治と「笑い飯」を結成する。
なお、「スキップ」の初代ツッコミは映画監督の市井昌秀である。市井と解散したあと、市井が新しく組んだトリオに哲夫も誘われるが、断っている。そのトリオから、市井が脱退して髭男爵になっており、後に哲夫は「危なかった、あそこで入ってたら、4人目やから奴隷役みたいなんやらされてましたわ」と冗談交じりに語っている。
また、小学生の集う塾（浜学園）の講師を務めていた。家庭教師を5件かけもちしていた時期もあり、教員免許は取得期限切れで取れなかったが、教育課程の単位を取るなど、一時期はかなり本気で教員になる夢を持っていたことが、『オールザッツ漫才』（MBS）で周囲の芸人たちによって暴露された。
東京で初めて借りたマンションでは当初、ソラシドの水口靖一郎を居候させていた。その後は同部屋を水口に譲り、他のマンションで暮らしている。
2009年2月放送の『ダウンタウンのガキの使いやあらへんで!』の企画「七変化」においてザ・マミィ・酒井貴士、次長課長・河本準一に次ぐ、ボブ・サップと同点4位を記録。
自らの塾講師の経験を活かせることと、「売れない大卒芸人に食いつなぐための仕事を与える」目的から、2014年には学習塾「寺子屋こやや」を大阪市淀川区に開設した。当初は自らも講師を務めていたが、2022年現在は運営は後輩に任せており、本人曰く「投資家のようなポジション」。学力の差が家庭環境によって起こるのはおかしいという思いから塾代を比較的安価に設定しており、儲けはないと語っている。
2012年9月、風疹を発症して数日休養。2015年4月から2代目奈良国立博物館文化大使、2016年9月から、桜井市広報大使を受嘱。2016年10月11日、かねてから交際してきた一般女性との結婚を発表。
2022年6月放送の『爆問×伯山の刺さルール!』で週に2回実家の畑で20種類以上の野菜を育て販売までをこなす生活を6年ほど行っていると明かした。

## 人物
血液型A型。身長173cm、体重68kg。山羊座。鉄道ファンである。小学生から大学生時まではサッカーをしており、吉本興業のフットサルチームに所属していた。趣味はモーグルで、それが高じて以前スキー雑誌「BravoSki」（双葉社）で連載を持っていた。愛車は青のRX-7（FD3S型）で運転免許は一発試験で取得した。
得意科目は日本史。愛読書は、三島由紀夫作品で中でも中学時代に出会った『金閣寺』。「この小説との出会いが、お笑いの世界での成功につながった」と語っている。純文学を好み、夏目漱石や太宰治、谷崎潤一郎も読む。
ミッション系大学（キリスト教主義学校）の哲学科出身で西洋哲学なども学んでいるが、仏教にも関心がある。般若心経が大好きで、スケジュール帳に記入している。ネタを考える際に手を動かしながらの方が思い付くため、写経をすることもある。2009年2月にはワニブックスから『えてこでもわかる 笑い飯哲夫訳 般若心経』を出版し、同年8月には朝日カルチャーセンター・新宿で「おもしろくてためになる 笑い飯 哲夫の般若心経入門」講座を開催した。2011年5月の東大五月祭でも、「笑い飯 哲夫のおもしろ仏教講座」を開催した。また、同年8月にも「YOSHIMOTO WONDER CAMP TOKYO」の一環でBIGBOX 高田馬場にて「笑い飯・哲夫おもしろ仏教講座」を開催した。
花火鑑賞を趣味にしている。関西圏を中心に花火大会に出掛けるほか、M-1に優勝した記念として新潟県の花火大会にて尺玉5発を自費（20万円以上）をはたいて奉納したこともある。また、漫才師になれなければ花火師になりたかったとも語っている。これらのエピソードは2013年5月13日放送の『クイズ!バレベルの塔』でも紹介され、同番組では花火に関するマニアックな問題に全問正解し、「花火賢者」に認定された。2015年4月には大阪観光大学で「花火が2倍楽しくなる 笑い飯哲夫のおもしろ花火講座」を開催した。
関西ではラーメン通にその名を知られる「揚子江」（「揚子江スコスコラーメン」として笑い飯のネタにも登場する）や創作料理店でのアルバイト経験があり、料理を得意とする。
通名に苗字を表記しないのは、「中西」という苗字をあまり好んでいないことや元Jリーガーでスポーツジャーナリストの中西哲生と混同しやすいことが理由である。

### 交友関係
相方の西田よりも後輩芸人との付き合いが多い。トータルテンボスの藤田憲右とは特に仲が良く、頻繁に飲みに行ったり旅行へも行っている。また、千鳥のノブと一緒に住んでいたことがある。麒麟の田村裕を可愛がっており、東京ダイナマイトのハチミツ二郎とは他事務所だった頃から親しい。かつて、オリエンタルラジオを呼び出して全裸で「武勇伝」のネタをやらせ、その話をラジオなどで話したところ、後日に吉本興業からひどく叱られた。哲夫は「武勇伝」に対抗し、同じく全裸になって笑い飯のネタの1つである「奈良県立歴史民俗博物館」のワンシーンを全力でやっていたという。
友近とは吉本興業への入社が同年である（友近は大阪NSC23期生出身、芸歴は哲夫の方が長い）ことから、お互いに同期として交流している。知り合いの紹介で柴咲コウと数回、飲んだことがある。また、目上の人から好かれることが多く、村上ショージに気に入られて飲みに行ったりしている。ゴー傑Pでも共演していた先輩芸人・小籔千豊とは仲が良く、「小籔軍団」の一員でもある。トミーズ健から貰った無料チケットでspan!のマコトとストリップを見たことがある。

## 芸風
漫才の本筋はすべて哲夫が喋る。そして、先にボケることがほとんどである。本人曰く「（ネタの）シチュエーションは自分が考えているが、西田の方が抜群に面白いボケを考える」と冗談交じりに述べている。
テレビ番組出演時につかみのギャグとして、ビッキーズ（2007年解散）の代名詞である『ビキビキ!ビッキーズ!』というパフォーマンスを行うことがある。また、Mr.Xというピン芸人として活動することがある。

## 著書
仏教関係
- 『えてこでもわかる 笑い飯哲夫訳 般若心経』（2009年1月31日、ヨシモトブックス発行、ワニブックス発売） ISBN 978-4-8470-1825-1
- 『ブッダも笑う仏教のはなし（2016年1月6日』サンマーク出版） ISBN 978-4-7631-3509-4
- 『えてこでもかける 笑い飯哲夫訳般若心経写経帖』（2017年5月27日、ヨシモトブックス発行、ワニブックス発売） ISBN 978-4-8470-9576-4

小説
- 『花びらに寄る性記』（2011年12月25日、ヨシモトブックス発行、ワニブックス発売） ISBN 978-4-8470-9043-1
- 『銀色の青』（2018年10月30日、サンマーク出版） ISBN 978-4-7631-3721-0

## DVD
- 見たら必ず行きたくなる 笑い飯哲夫のお寺案内DVD〜修学旅行でなかなか行けない奈良のお寺編〜（2010年7月、YOSHIMOTO R and C CO.,LTD.発売）
- 花火が2倍楽しくなる笑い飯哲夫のおもしろ花火講座（2015年7月、YOSHIMOTO R and C CO.,LTD.発売）

## 単独ライブ
2010年
- 3月15日 「笑いの原点に関する 一考察」（ヨシモト∞ホール大阪/大阪）
- 10月27日 「笑いの原点に関する 一考察2」（ヨシモト∞ホール大阪/大阪）

2011年
- 4月8日 「笑いの原点に関する 一考察3」（ヨシモト∞ホール大阪/大阪）
- 8月25日 「笑いの原点に関する 一考察4」（ヨシモト∞ホール大阪/大阪）

2012年
- 8月30日 「笑いの原点に関する 一考察」（神保町花月/東京）

2013年
- 5月27日 「笑いの原点に関する 一考察5」（道頓堀ZAZA HOUSE/大阪）
- 12月3日 「笑いの原点に関する 一考察6」（道頓堀ZAZA HOUSE/大阪）
- 12月10日 「笑いの原点に関する 一考察ツアーin東京2」（神保町花月/東京）

2014年
- 6月23日 「笑いの原点に関する 一考察7」（道頓堀ZAZA HOUSE/大阪）

2015年
- 1月23日 「笑いの原点に関する 一考察8」（道頓堀ZAZA HOUSE/大阪）
- 6月2日 「笑いの原点に関する 一考察ツアーin東京3」（神保町花月/東京）

2016年
- 1月28日 「笑いの原点に関する 一考察9」（道頓堀ZAZA HOUSE/大阪）
- 7月21日 「笑いの原点に関する 一考察10」（道頓堀ZAZA HOUSE/大阪）
- 7月23日 「笑いの原点に関する一考察 考察ツアーin沖縄1 〜島いちぶでちーさな祭〜」（よしもと沖縄花月/沖縄）

## 出演

### テレビ
- ちちんぷいぷい（毎日放送）
- ならフライデー9（奈良テレビ、2016年4月 - ）
- ミント!（毎日放送、2019年4月 - 2021年3月）※毎週金曜日
- ごぶごぶ（毎日放送） - 不定期出演
- 笑い飯哲夫のおもしろ社寺めぐり（BSよしもと、2022年3月22日 - 、奈良テレビ、2022年10月1日 - ）
- あなたの知らない京都旅（BS朝日、2024年5月16日 - ）- 案内人。※（奈良関連回に）不定期出演
- そこまで言って委員会NP仏教＆神道＆新宗教日本の宗教について考えるSP（読売テレビ、2024年8月18日）

### ラジオ
- MBSラジオ ナイターオフ番組
  - スマラジW「笑い飯哲夫の明るく楽しいニュースシャワー」（2016年10月4日 - 2017年3月30日）[17]
  - MBSヨル隊「笑い飯哲夫のニュースシャワー シリーズ」
    - 笑い飯哲夫の明るく元気なニュースシャワー（2017年10月5日 - 2018年3月29日）
    - 笑い飯哲夫の喜怒怒怒怒怒怒怒怒哀楽ニュースシャワー（2018年10月11日 - 2019年3月28日）
    - 笑い飯哲夫の喜喜喜喜喜喜喜喜怒哀楽ニュースシャワー（2019年10月1日 - 2020年3月）
    - 笑い飯哲夫のニュースシャワー（2020年12月1日 - 2021年3月25日）

  - 笑い飯哲夫のニュースシャワー（2021年11月30日 - 2022年3月）
- 仏教伝道協会 presents 笑い飯 哲夫のサタデー★ナイト仏教!（FM大阪、2018年6月 - ）[注釈 1]
- 赤maru（FM大阪、2019年10月 - ） - 水曜パートナー
- 笑い飯哲夫のしんぶん教室（朝日放送ラジオ、2022年10月3日 - ）

### テレビドラマ
- 大河ドラマ どうする家康（2023年、NHK） - 林羅山 役[18]

### 映画
- BUDDHA2 手塚治虫のブッダ -終わりなき旅-（2014年） - ブラフマン 役（声の出演）[19]
- デッド・フラワーズ（2020年、監督：島田角栄）